# Absecon Highlands
Absecon Highlands statisztikai település az USA New Jersey államában, Atlantic megyében. Lakosainak száma 1414 fő (2020. április 1.).

## Népesség
A település népességének változása:

| 2020 | 1 414 |